# 沃沃明
沃沃明（Wołomin）是位於波蘭馬佐夫舍省的城市，为沃沃明县及沃沃明自治城市-农村的所在地。位於華沙以東20公里。根据2014年12月的数据，该市有37389名居民。面積14平方公里。首次被提到是在15世紀。二戰期間，蘇聯和德國軍隊曾在此交戰。市內曾有玻璃廠。
在1975-1998年间，该市在行政上属于华沙省。沃沃明属于华沙集群的一部分。沃沃明为波兰城市联盟的成员。 

## 地理位置
沃沃明位于沃沃明平原上，为马佐夫舍低地的一部分。黑河流经该市，注入热兰运河（皇家运河）。沃沃明位于华沙至比亚韦斯托克铁路线上，距离华沙市中心20公里。从弗罗茨瓦夫经华沙往比亚韦斯托克的S8快速道路经过该市附近。经过该市的道路还包括：634号省道（肖邦国际机场-宗布基-桀隆卡-沃沃明-伍尔卡科兹沃夫斯卡）、635号省道（沃沃明-拉济明）及628号省道（634号路段-铁路站）。另外经过该市的还有华沙至圣彼得堡的E75号国际铁路线（桀隆卡-比亚韦斯托克的库锡尼察的6号铁路线），在沃沃明有下列两站：沃沃明及阳光沃沃明。

## 经济
沃沃明市有许多中小型企业，其中包括Termisil玻璃厂及技术先进的DJChem化学厂。

## 历史
沃沃明首度于十五世纪被提及。1580年时的沃沃明为贵族农村，位于马佐夫舍省的华沙县内。铁路线于1862年设立后，它即成为华沙的避暑胜地。二十世纪初，此处发展成城市定居点，1905年所设立的玻璃厂及后来建立的其他工厂皆有助此发展。
沃沃明于1919年2月4日在波兰元首约瑟夫·毕苏斯基元帅颁布法令下，取得市政权利。1920年于沃沃明附近的奥索瓦田间发生了重大的华沙战役。该市于1920年8月15日幸免于被布尔什维克征服。歌德式教堂于第一次世界大战后施工完成，琴斯托圣母天主堂也于1924年建立。 
两次世界大战期间，沃沃明有一大部分人口（1939年时1万7千的总人口中有3千多名）为犹太人。当时逃离布尔什维克革命的俄罗斯人也居住在此（1930年在该市成立了东正教堂区）。
第二次世界大战期间，沃沃明的犹太人被德国占领军安置在沃沃明及科贝乌卡之间的犹太区，然后从华沙的犹太区被运送至特雷布林卡的毒气室。 
1944年7月30日在沃沃明开始波兰规模最大的装甲部队战，参加单位计有：第三装甲军团、禁卫骑兵第八团及从卢布林经登布林进行攻击的第二装甲军第十六装甲军团（俄语：2-й Танковой Армии）和德国军队的几个师，也就是第一伞兵装甲师„Hermann Göring”、第五装甲师SS „Wiking”、第三装甲师SS „Totenkopf” 及第四和第十九装甲师等。双方各有约1000辆坦克加入战争，其中一半以上在战斗中被摧毁。维持一星期的装甲战以苏联军队的失败告终，给沃沃明的居民带来损失。来自沃沃明的家乡军有十三名在战斗中丧生。  
战后，沃沃明于1952年成为县城。建筑用木工厂及石油和天然气探勘公司成立，城市成为华沙的腹地，许多居民开始至华沙工作。上世纪七O及八O年代建设了许多大型水泥楼房的小区，促使城市人口增加。

## 外部連結
- 维基共享资源上的相關多媒體資源：沃沃明
- Wolomin County page
- City Council （页面存档备份，存于） (Polish)
- Huta Szkła "WOŁOMIN" (WOŁOMIN Glassworks) （页面存档备份，存于）

52°21′N 21°15′E / 52.350°N 21.250°E